# Tipula (Lunatipula) valida atricornis
Tipula (Lunatipula) valida atricornis is een ondersoort van de tweevleugelige Tipula (Lunatipula) valida uit de familie langpootmuggen (Tipulidae). De ondersoort komt voor in het Nearctisch gebied.